# 凋叶箭竹
凋叶箭竹（学名：Fargesia frigida）为禾本科箭竹属下的一个种。

## 扩展阅读
- 維基物種上的相關：凋叶箭竹